# Dolná Breznica
Dolná Breznica (Hongaars: Alsónyíresd) is een Slowaakse gemeente in de regio Trenčín, en maakt deel uit van het district Púchov.
Dolná Breznica telt 840 inwoners.